# Wet day in September (album)
Wet day in September is een elpee van Pussycat uit 1978. Deze derde elpee van de groep belandde op nummer 16 van de Album Top 100. De elpee werd geproduceerd door Eddy Hilberts en de arrangementen kwamen van Paul Natte. Negen van de twaalf nummers werden geschreven door Werner Theunissen. Vier nummers van het album werden uitgebracht op de A-kant van een single, waaronder de titelsong Wet day in September.

## Hitnoteringen
| Land      | pieknotering | aantal weken |
| --------- | ------------ | ------------ |
| Nederland | 16           | 7            |
| Noorwegen | 15           | 7            |

## Nummers
| Nummer | Naam                          | Geschreven door             | Duur |
| ------ | ----------------------------- | --------------------------- | ---- |
| A1     | Wet day in September          | Werner Theunissen           | 3:35 |
| A2     | Hey Joe                       | Werner Theunissen           | 3:46 |
| A3     | Same old song                 | Holland-Dozier-Holland      | 3:31 |
| A4     | Love in September             | Eddy Hilberts               | 2:52 |
| A5     | She needs a man               | Werner Theunissen           | 3:37 |
| A6     | I must get you                | Werner Theunissen           | 4:28 |
| B1     | Another day                   | Werner Theunissen           | 4:14 |
| B2     | If you ever come to Amsterdam | Werner Theunissen           | 4:48 |
| B3     | Here comes that song again    | Werner Theunissen           | 3:16 |
| B4     | The story of W. Dummy         | Werner Theunissen           | 3:26 |
| B5     | Look away                     | Bert Berns en Jerry Ragovoy | 2:48 |
| B6     | Goodbye to lovin'             | Werner Theunissen           | 3:13 |